# Sentry (Überwachungssystem)

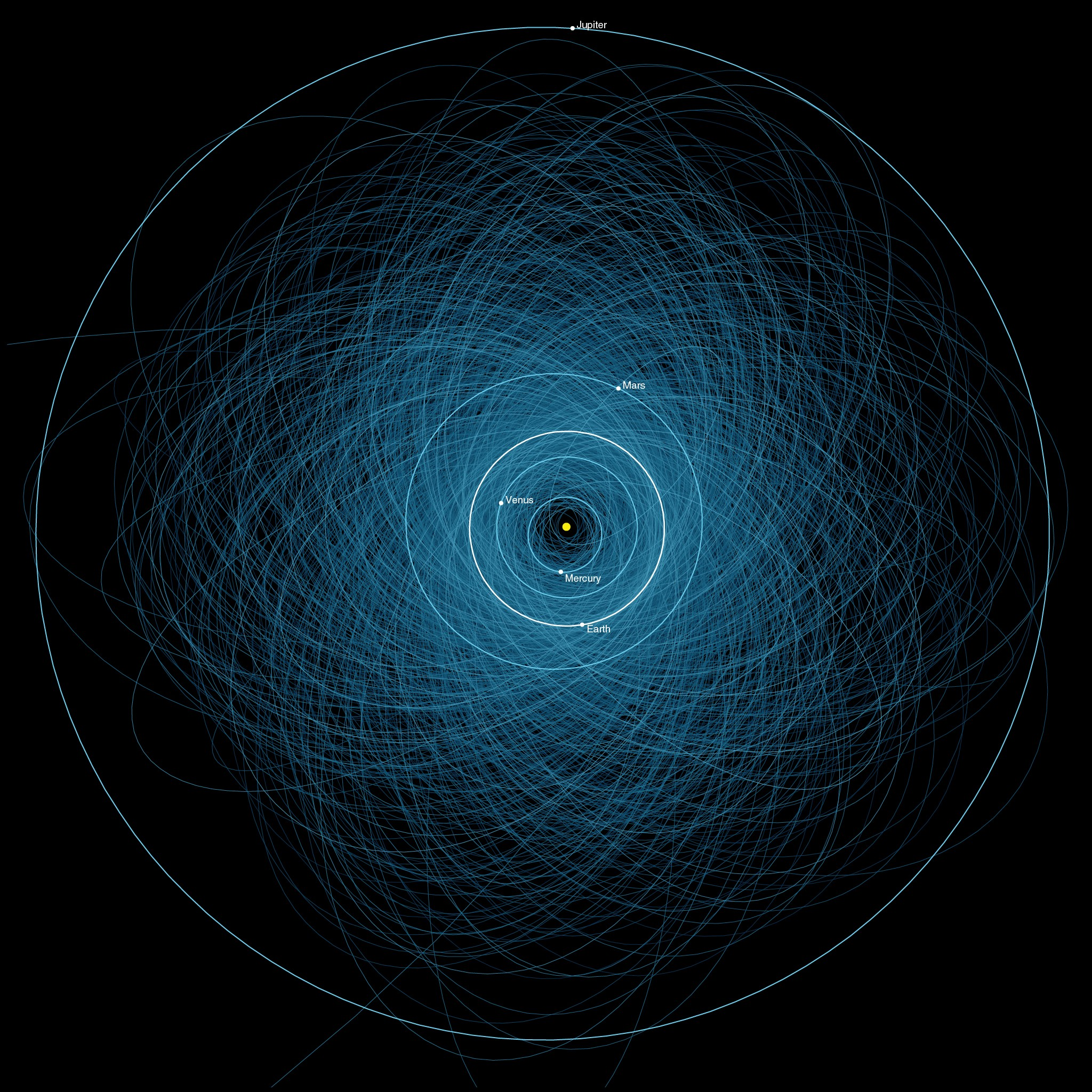
Orbits potenziell gefährlicher Asteroiden (nach Kenntnisstand von 2013)

Sentry (engl. für: Wachposten) ist ein US-Überwachungssystem, das für die Erde potenziell gefährliche Objekte erfasst und beobachtet. Hierzu werden die Daten aller erdnahen Objekte gesammelt, um hieraus eine Voraussage ihrer Bahnen zu berechnen und die Wahrscheinlichkeit einer Kollision mit der Erde abzuschätzen.

## Zweck
Die Aufgabe von Sentry ist die hochautomatisierte Kollisionsüberwachung von Erdbahnkreuzern, also Asteroiden, Kometen und großen Meteoroiden, aber auch Weltraummüll.
Es soll vorrangig den jeweils aktuellen Asteroidenkatalog kontinuierlich auf seine möglichen zukünftigen Auswirkungen auf die Erde für das kommende Jahrhundert untersuchen. Die vorhandenen und neu hinzukommenden Daten der bestehenden Beobachtungssysteme wie z. B. LINEAR, NEAT, CSS, CINEOS, Spacewatch werden täglich beim Minor Planet Center an der University of Cincinnati zusammengetragen und ausgewertet.

## Geschichte
Das Sentry-System wurde im Jahr 2002 etabliert und ersetzt als eine Fortentwicklung das Near-Earth-Asteroid-Tracking-Programm. In einer Übergangsphase liefen beide Systeme parallel und 2007 wurde der Betrieb von NEAT schließlich ganz eingestellt. Nach einigen erfolgreichen Entdeckungen schied im Jahr 2008 LONEOS als Datenlieferant aus. Der Baubeginn war im Jahr 2011, die endgültige Inbetriebnahme ist Anfang März 2025 erfolgt. Das Large Synoptic Survey Telescope in Chile soll zusätzliche Informationen beitragen.

## Ergebnisse
Die aktuellsten Forschungsergebnisse zum Impaktrisiko werden vom Center for Near Earth Object Studies (CNEOS) am Jet Propulsion Laboratory stets in der Sentry Risk Table veröffentlicht.